# Vz. 52
 (septembre 2014).
Si vous disposez d'ouvrages ou d'articles de référence ou si vous connaissez des sites web de qualité traitant du thème abordé ici, merci de compléter l'article en donnant les références utiles à sa vérifiabilité et en les liant à la section « Notes et références ».

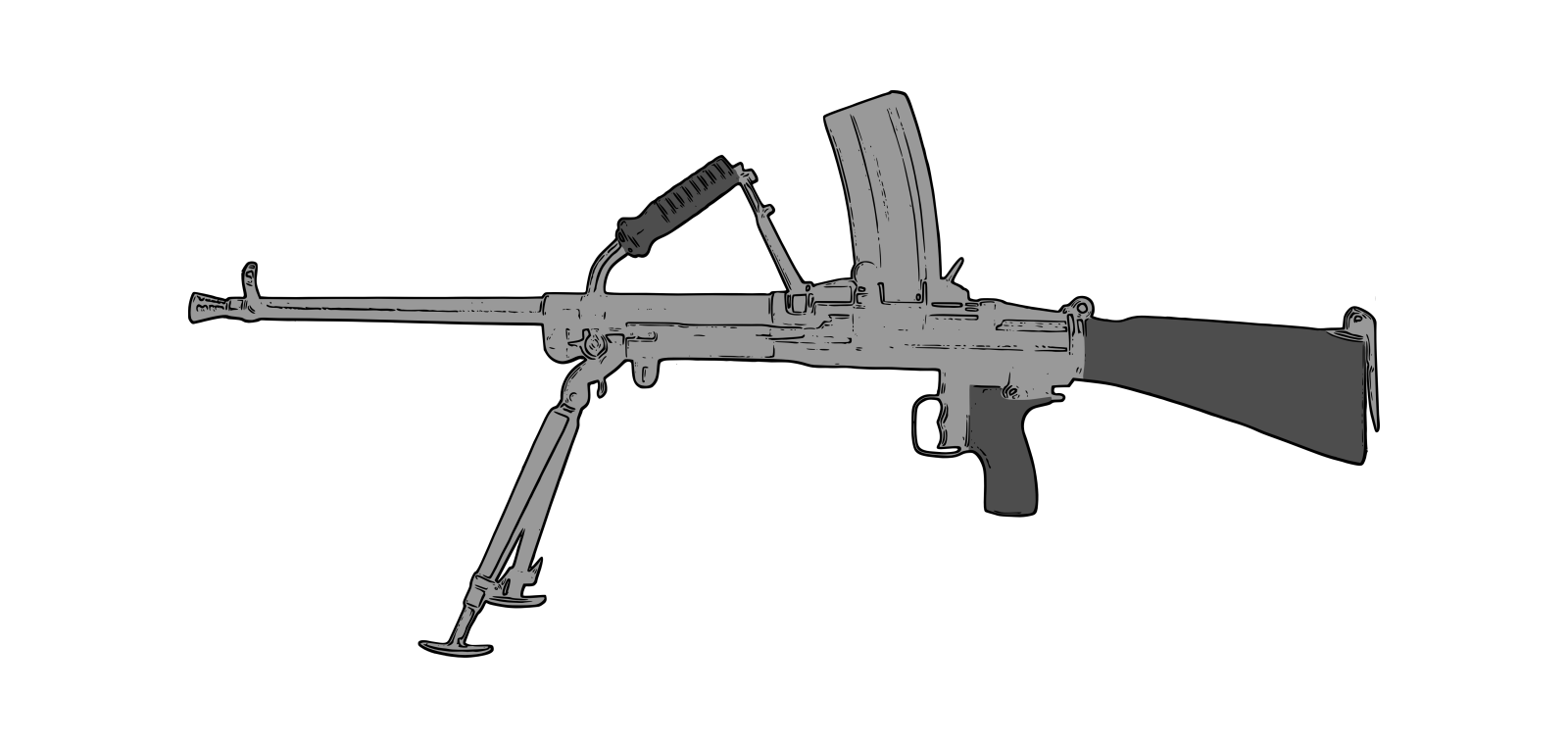
FM Vz. 52 avec chargeur et bipied déployé

Les mitrailleuses légères Vz 52 et Vz 52/57 (modèles 1952 et 1952/1957) furent les derniers dérivés du ZB-26. Fabriquées par la Česká Zbrojovka, elles furent peu de temps en service dans les forces armées tchécoslovaques, étant remplacées dès 1959 par la Vz. 59.

## Technique
Prévue pour tirer la munition tchécoslovaque de 7,62 mm Vz 52, cette mitrailleuse est construite en acier et en bois. Elle possède un canon changeable rapidement grâce à une poignée en bois servant également au transport de l'arme en dehors des périodes de combats. La crosse munie d'une épaulière métallique et la poignée-pistolet sont également en bois. Son chargeur s'introduit par le haut de l'arme. Après changement du couvre-culasse, elle peut être alimentée par bandes. L'arme comprend un bipied. La portée efficace est de 600 m.

## Une variante unique: la Vz 52/57
Elle consiste simplement en le rechambrage de l'arme au 7,62mm Vz 57 (équivalent tchécoslovaque au 7,62mm M43 soviétique) pour cause de standardisation dans le cadre du Pacte de Varsovie. 

## Données numériques
- Munition : 7,62 mm Vz 52 ou 7,62 mm Vz 57
- Cadence de tir : 900 coups/min
- Canon : 583 mm
- Alimentation: chargeur de 25 cartouches ou bandes de 50 cartouches
- Longueur : 1045 mm
- Masse à vide : 8 kg